# Omkörning

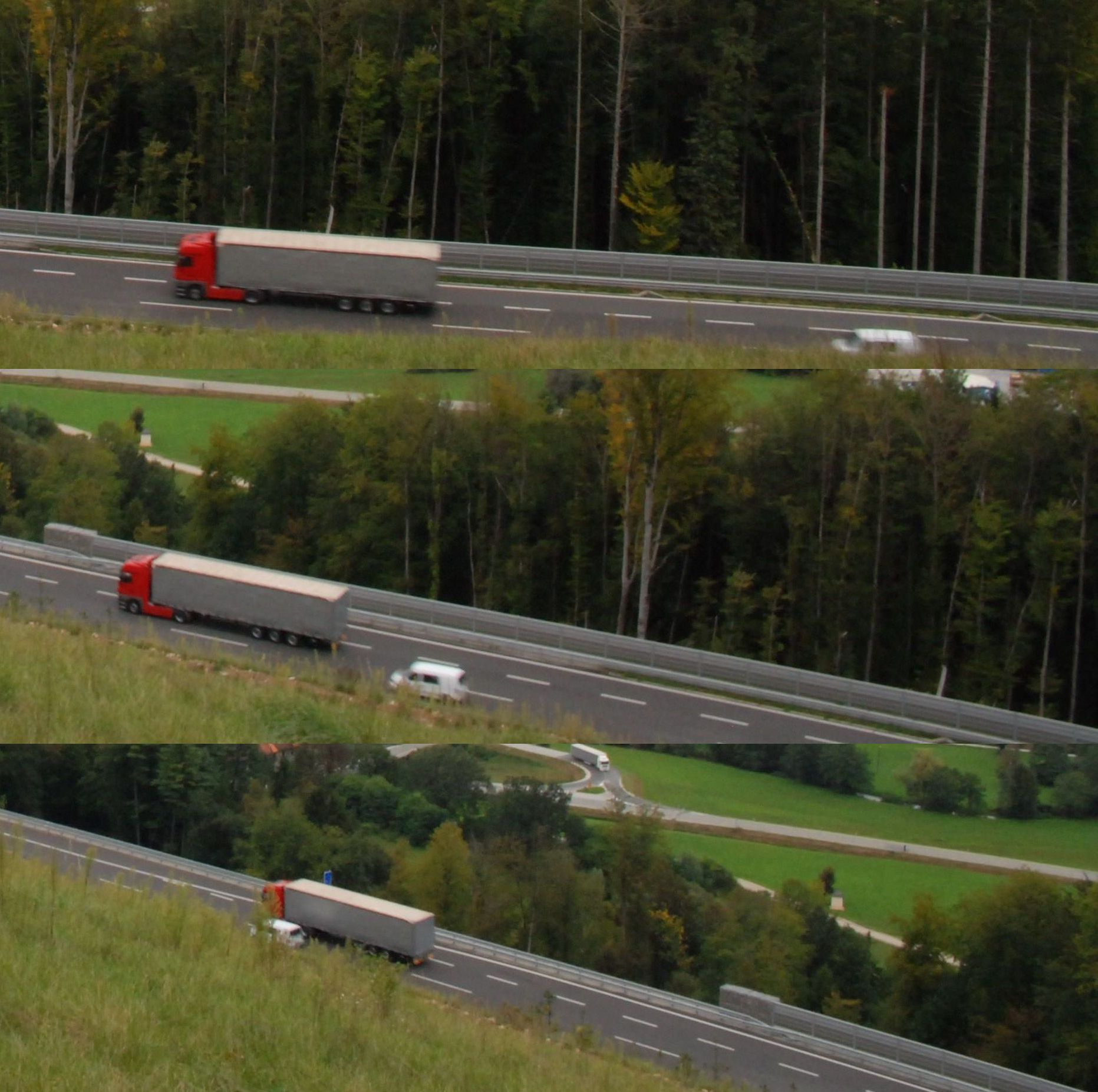
En personbil kör om en lastbil.

En omkörning är en manöver i vägtrafik där ett fordon passerar ett långsammare fordon som kör i samma riktning på samma väg.
En omkörning skall generellt ske på vänster sida och kan genomföras på två sätt:
1. genom att en bil byter fil, accelererar och kör om, eller
2. genom att göra en flygande omkörning.

En flygande omkörning innebär att man närmar sig en bil med betydligt högre hastighet och gör en omkörning utan att behöva öka hastigheten.
En omkörning skall alltid ske utan risk för fara. Det finns flera tillfällen då det är förbjudet att göra en omkörning:
- om bilen du vill köra om blinkar
- vid bevakade och obevakade övergångsställen och cykelöverfarter[2]
- om det kommer mötande trafik
- om du själv blir omkörd om av en bil
- vid järnvägskorsningar (plankorsningar)
- om vägmärket ’förbud mot omkörning’ finns[3]
- vid korsningar där högerregeln gäller
- vid skymd sikt,[2] till exempel på grund av backkrön, kurva eller dåliga väderförhållanden.

## Omkörning i lag
Omkörning är näst intill liknande reglerat i finsk lag Vägtrafiklag 10.8.2018/729 och i svensk lag Trafikförordning (1998:1276) genom (svenska paragraferna 3 kap):
- 2 § Avståndet till ett framförvarande fordon skall anpassas så att det inte finns risk för påkörning om det saktar in eller stannar. Avståndet skall också anpassas så att andra trafikanters omkörning underlättas.
- 30 § Ett fordon skall vid möte med andra fordon hållas till höger. Förarna skall lämna ett betryggande avstånd i sidled mellan fordonen.

Om det finns något hinder för möte skall den förare stanna som har hindret på sin sida, om det är nödvändigt för att den mötande skall kunna passera.
- 31 § Omkörning skall ske till vänster utom i de fall som avses i 7 § fjärde stycket (På en väg där den högsta tillåtna hastigheten är 70 kilometer i timmen eller lägre och körbanan har minst två körfält för trafik i samma riktning som anges med vägmarkering, får förare använda det körfält som är lämpligast med hänsyn till den fortsatta färden.). Omkörning skall dock ske till höger när föraren av det framförvarande fordonet svänger till vänster eller tydligt förbereder en sådan sväng.

Cyklande och mopedförare får köra om andra fordon än cykel och moped till höger.
- 32 § En förare får köra om endast om det kan ske utan fara.

Omkörning får inte ske om föraren av bakomvarande fordon har påbörjat en omkörning.
Omkörning får inte ske till vänster om föraren av framförvarande fordon givit tecken som visar att han eller hon har för avsikt att köra om ett annat fordon eller av andra skäl föra sitt fordon åt vänster.
- 33 § Den förare som kör om skall lämna ett betryggande avstånd i sidled mellan sitt fordon och det fordon som körs om.
- 35 § Omkörning av ett järnvägståg eller en spårvagn på väg skall ske till höger.

Där skenornas läge föranleder det får dock omkörning göras till vänster, om det kan ske utan fara eller olägenhet. På en körbana med enkelriktad trafik får omkörning även äga rum till vänster, om trafikförhållandena medger det.
- 36 § Omkörning får ske endast om det körfält som skall användas vid omkörningen på en tillräckligt lång sträcka är fritt från mötande trafik eller annat hinder mot omkörning.

En förare får inte köra om, om det inte finns möjlighet att efter omkörningen föra fordonet tillbaka till högra delen av körbanan utan fara för övriga trafikanter. Detta gäller dock inte när omkörningen skall ske i ett körfält där mötande trafik inte får förekomma.
- 37 § När en omkörning på väg sker till vänster skall den som kör om hålla till höger så snart det kan ske utan fara eller olägenhet. Detta gäller dock inte på sådan väg som avses i 7 § fjärde stycket.

Om körbanan har minst två körfält för färd i samma riktning, behöver den omkörande inte köra tillbaka till det högra körfältet, om han eller hon strax efter omkörningen avser att köra om ytterligare fordon eller svänga till vänster och om det inte uppstår någon påtaglig olägenhet för upphinnande trafik.
- 38 § När en förare som färdas på väg uppmärksammar att någon avser att köra om till vänster, skall föraren med iakttagande av bestämmelserna i 7 § hålla så långt till höger som möjligt. Föraren får inte öka hastigheten eller på något annat sätt försvåra omkörningen.

Om ett fordon förs sakta eller upptar stort utrymme och körbanan är smal, krokig eller har en icke obetydlig mötande trafik, skall föraren för att underlätta omkörning minska farten och om det behövs föra fordonet åt sidan så snart detta är möjligt.
- 39 § Omkörning får inte ske strax före eller i en vägkorsning, utom när

1. omkörningen skall ske till höger,
2. trafiken i vägkorsningen är reglerad av en polisman eller genom trafiksignaler, eller
3. det framgår av vägmärken eller något annat förhållande att förarna på den korsande vägen har väjningsplikt eller stopplikt.

Omkörning får inte heller ske strax före eller i en plankorsning, utom när
1. korsningen har bommar, eller
2. trafiken i korsningen är reglerad genom sådana trafiksignaler som används i vägkorsningar.

Där sikten är skymd vid ett backkrön eller i en kurva får omkörning ske endast om körbanan i färdriktningen har minst två körfält i vilka mötande trafik inte får förekomma eller i andra fall där omkörningen kan ske utan att ett körfält avsett för fordon i mötande färdriktning behöver tas i anspråk.
Tvåhjuliga fordon utan sidvagn får dock köras om.
- 40 § Fordon eller spårvagnar får inte köras om strax före eller på ett obevakat övergångsställe, en obevakad cykelpassage eller en cykelöverfart.
- 41 § I följande fall anses det inte som omkörning när ett fordon i ett körfält passerar fordon i ett annat körfält

1. om körbanan har två eller flera körfält för färd i samma riktning och det är tät köbildning i alla körfält,
2. om körbanan är indelad i körfält för olika färdmål som är utmärkta med körfältsvägvisare, eller
3. om fordonen har placerats i skilda körfält i anslutning till en vägkorsning.

Om ett fordon före ett övergångsställe, en cykelpassage eller en cykelöverfart passerar ett annat fordon i fall som avses i första stycket, ska det ske med så låg hastighet att föraren kan stanna omedelbart om gående befinner sig på övergångsstället eller stanna omedelbart om cyklande eller förare av moped klass II befinner sig på cykelpassagen eller cykelöverfarten.
- 42 § Bestämmelserna i 31, 34, 35 §§, 36 § andra stycket, 37 och 38 §§ gäller inte vid omkörning av fordon som förs i ett körfält som är förbehållet för viss trafik. De gäller inte heller när föraren av ett fordon i ett sådant körfält kör om fordon i andra körfält.